# 桂星
桂星（1797年—？），字协五，号应侯，吳郎漢吉爾們氏，蒙古镶白旗人。

## 生平
嘉庆二十一年丙子科，顺天乡试七十九名举人，道光九年己丑科会试，七十三名，殿试登三甲八十九名进士。
历任国史馆收掌，四川江油县知县，巴州知州等职。

## 家庭
- 曾祖佛爾卿額；
- 祖雅達额；
- 父吉祿，嘉慶乙丑进士；
- 妻子那拉氏，扎拉罕之女，駐藏大臣恩慶之妹；
- 子廉恩，咸丰五年乙卯科举人、廉隅，咸丰丙辰进士、廉敬为道光己亥科举人；
- 伯父吉恒，嘉庆十四年进士；
- 堂弟桂楙，道光十六年进士。[2]